# どさんこ人気ベスト10
『どさんこ人気ベスト10』（どさんこにんきベストテン）は、STVラジオ（当時は札幌テレビ放送ラジオ局）で1981年10月9日から1982年10月2日まで放送されていたラジオのランキング番組。

## 概要
「道産子による道産子スターのための人気ベスト10番組」をキャッチフレーズに、「有名無名の道産子スターを発掘しようという新しい試み」でスタートした番組。
「北海道の星」となるべくランク付けするため、被投票対象を道産子（北海道出身者）、または北海道に縁のある人物に限定してベストテンを作成。道産子であればプロ・アマチュア、ジャンルを問わず、「今一番応援したい人」（極端な話ならば「今大好きな彼・彼女」でもOK）なら誰でも投票可能というもの。リスナーからのはがき投票で決定し、毎週発表する週間ランキング、そして毎月最後には月間総合ランキングが発表される。発表の際にはランクインしたその人の近況と出身地からの人々のコメントを紹介。歌手・アーティストがランクインした場合にはその歌手の曲もオンエアされた。
本番組終了後の1982年10月からは、本番組の形式を受け継ぐ形で北海道出身歌手・アーティストのアルバムランキング番組『どさんこアルバムベスト10』（日曜日 19:00 - 20:00）が放送開始している。

## パーソナリティ
- 富田睦美
  - 高校生時代にアメリカ留学をしたことがあり、高校卒業後はヨーロッパ、アメリカ放浪の旅を約2年続け、日本帰国後は通訳やDJと活躍[2]。
- ブライアン・リチャード・テイラー
  - ロンドン出身、1982年9月当時34歳。ハイスクール時代から作詞、作曲を手掛け、DJも務める。1978年頃に来日後もレコードを4枚リリース[2]。

## 放送時間
- 毎週金曜日 21:00 - 21:30 （1981年10月9日 - 1982年4月2日）
- 毎週土曜日 24:00 - 24:30 （1982年4月10日 - 同年10月2日）

## 主なランキング
1982年7月の月間総合ランキング
- 1位：松山千春
- 2位：五十嵐浩晃
- 3位：みのや雅彦
- 4位：手風琴 (フォークグループ)
- 5位：佐藤ミツル（ギタリスト、四人囃子）
- 6位：境長生（シンガーソングライター）
- 7位：ふきのとう (フォークグループ)
- 8位：堀江淳
- 9位：細川たかし
- 10位：中原理恵
  - この他、他の月には中島みゆき、千代の富士らもランクインしていた[4]。